# Lista de lusófonos Grandes Mestres Internacionais de xadrez
Esta é uma lista de lusófonos Grandes Mestres Internacionais de xadrez (GMs), titulação mais alta e vitalícia da FIDE. Para obter esse título é necessário obter uma pontuação igual ou superior a 2500 pontos em pelo menos 24 partidas válidas pelo rating da FIDE e três normas de Grande Mestre, sendo necessário performance de 2600 em um torneio jogando com no mínimo 3 grandes mestres e com 3 adversários de diferentes países. O título foi criado em 1950 e até o momento, apenas dois países da lusofonia possuem GMs: Brasil e Portugal.

## Lista de GMs brasileiros em ordem cronológica
| Nº  | Estado            | Nome               | MI   | GM desde          | Ratingmaior | Idadeatual | Ativo |
| --- | ----------------- | ------------------ | ---- | ----------------- | ----------- | ---------- | ----- |
| 1º  | Rio Grande do Sul | Henrique Mecking   | 1967 | 1972, aos 19 anos | 2635        | 73         | Sim   |
| 2º  | Paraná            | Jaime Sunye        | 1980 | 1986, aos 29 anos | 2558        | 67         | Sim   |
| 3º  | São Paulo         | Gilberto Milos     | 1984 | 1988, aos 25 anos | 2644        | 61         | Não   |
| 4º  | Rio de Janeiro    | Darcy Lima         | 1989 | 1997, aos 34 anos | 2550        | 62         | Sim   |
| 5º  | Maranhão          | Rafael Leitão      | 1995 | 1998, aos 18 anos | 2652        | 45         | Sim   |
| 6º  | Rio Grande do Sul | Giovanni Vescovi   | 1993 | 1998, aos 20 anos | 2660        | 46         | Sim   |
| 7º  | Santa Catarina    | Alexandr Fier      | 2004 | 2008, aos 18 anos | 2653        | 34         | Sim   |
| 8º  | Ceará             | André Diamant      | 2007 | 2009, aos 19 anos | 2547        | 35         | Sim   |
| 9º  | São Paulo         | Felipe El Debs     | 2009 | 2010, aos 25 anos | 2553        | 40         | Sim   |
| 10º | São Paulo         | Krikor Mekhitarian | 2006 | 2010, aos 24 anos | 2589        | 38         | Sim   |
| 11º | São Paulo         | Everaldo Matsuura  | 1995 | 2010, aos 40 anos | 2511        | 54         | Sim   |
| 12º | Minas Gerais      | Evandro Barbosa    | 2011 | 2016, aos 24 anos | 2523        | 32         | Sim   |
| 13º | Pernambuco        | Yago Santiago      | 2012 | 2017, aos 25 anos | 2510        | 32         | Sim   |
| 14º | São Paulo         | Luis Paulo Supi    | 2013 | 2017, aos 21 anos | 2612        | 28         | Sim   |
| 15º | São Paulo         | Renato Quintiliano | 2015 | 2022, aos 29 anos | 2494        | 32         | Sim   |

## Lista de GMs portugueses em ordem cronológica
| Nº | Estado              | Nome                   | MI   | GM desde      | Ratingmaior | Idadeatual | Ativo |
| -- | ------------------- | ---------------------- | ---- | ------------- | ----------- | ---------- | ----- |
| 1º | Lisboa              | Antonio Antunes        | 1985 | 1994, 32 anos | 2545        | 63         | Não   |
| 2º | Porto               | Luís Galego            | ?    | 2002, 34 anos | 2501        | 58         | Sim   |
| 3º | Distrito de Coimbra | António Fernandes      | 1985 | 2003, 41 anos | 2468        | 62         | Sim   |
| 4º | Porto               | Jorge Viterbo Ferreira | 2013 | 2018, 24 anos | 2522        | 30         | Sim   |

## Top GMs lusófonos por faixa etária
| Nº | País     | Nome              | Idademais velho |
| -- | -------- | ----------------- | --------------- |
| 1º | Portugal | António Fernandes | 41 anos         |
| 2º | Brasil   | Everaldo Matsuura | 40 anos         |
| 3º | Portugal | Luis Galego       | 34 anos         |
| 4º | Brasil   | Darcy Lima        | 34 anos         |
| 5º | Portugal | Antonio Antunes   | 32 anos         |

| Nº | País   | Nome             | Idademais novo |
| -- | ------ | ---------------- | -------------- |
| 1º | Brasil | Rafael Leitão    | 18 anos        |
| 2º | Brasil | Alexandr Fier    | 18 anos        |
| 3º | Brasil | André Diamant    | 19 anos        |
| 4º | Brasil | Henrique Mecking | 19 anos        |
| 5º | Brasil | Giovanni Vescovi | 20 anos        |

## Top GMs por Estado e porrating
| Nº | Estados             | Qtd. GMs |
| -- | ------------------- | -------- |
| 1º | São Paulo           | 6        |
| 2º | Rio Grande do Sul   | 2        |
| 2º | Porto               | 2        |
| 3º | Paraná              | 1        |
| 3º | Rio de Janeiro      | 1        |
| 3º | Distrito de Coimbra | 1        |
| 3º | Lisboa              | 1        |
| 3º | Maranhão            | 1        |
| 3º | Ceará               | 1        |
| 3º | Minas Gerais        | 1        |
| 3º | Pernambuco          | 1        |

| Nº | Nome             | Maior Rating | Estado            |
| -- | ---------------- | ------------ | ----------------- |
| 1º | Giovanni Vescovi | 2660         | Rio Grande do Sul |
| 2º | Alexandr Fier    | 2653         | Santa Catarina    |
| 3º | Rafael Leitão    | 2652         | Maranhão          |
| 4º | Gilberto Milos   | 2644         | São Paulo         |
| 5º | Henrique Mecking | 2635         | Rio Grande do Sul |